# Dehnhaide (metropolitana di Amburgo)
Dehnhaide è una fermata della metropolitana di Amburgo, sulla linea U3.